# 政府飛行服務隊
政府飛行服務隊（英語：Government Flying Service，縮寫：GFS），簡稱飛行服務隊，是前身為成立於1949年的皇家香港輔助空軍，香港政府在1993年將輔助空軍改組為政府飛行服務隊，並成為隸屬於香港政府布政司署保安科的紀律部隊，而在香港回归中国後則成為香港特別行政區政府保安局轄下的紀律部隊之一，專門負責應政府其他部門的要求提供空中運員、空中監視、空中測量、支援位處偏遠山區及離島，以至香港飛行情報區（包括南中國海、東亞及東南亞）的搜索及拯救及空中救護等任務。現任政府飛行服務隊總監為廖嘉俊，領導247名人員。

## 歷史
1988年，香港政府轄下的皇家香港輔助空軍開始擴大編制並逐步推行全職化，準備在1990年代初接替駐港皇家空軍的部分工作。1990年，皇家輔助空軍因應將會由後備軍事單位改組為非軍事的政府部門，因此計劃在1993年更名，當時初步計劃改名為政府飛行服務處，而輔助空軍各級人員的軍階亦將會轉制為公務員職級。
1990年代初，因為越來越多非法入境者攜帶大量軍火來到香港持械行劫，香港警務處要求購買新直升機應付跨境劫案，保安局於是將警隊的部分經費調撥予輔助空軍，皇家香港輔助空軍於1992年從美國購入兩架西科斯基S-70A-27黑鷹直升機，用於運載特別任務連及大規模調動警察機動部隊，並準備接替駐港英軍在香港的任務，而S-70A-27就是軍用UH-60黑鹰直升機的香港版，原廠特別為香港的需求加裝設備，另有一架黑鷹直升機由飛行服務隊於1994年增購。
1993年4月1日，皇家香港輔助空軍正式改組為新成立的政府飛行服務隊，並繼承輔助空軍的人員、合共16架飛機，及位於啟德機場的總部和設施，而新成立的飛行服務隊同樣隸屬於保安科，並沿用輔助空軍的口號「隨時候命」。
1996年11月20日，政府飛行服務隊出動黑鷹直升機於嘉利大厦大火中救出4名被困於天台的人士；此次亦是政府飛行服務隊首次在香港市區進行拯救任務，也是最為受到爭議的一次。香港傳媒認為直升機螺旋槳產生的强大下沉氣流使大廈的火勢更為猛烈，然而飛行服務隊及檢討報告均予以否定。

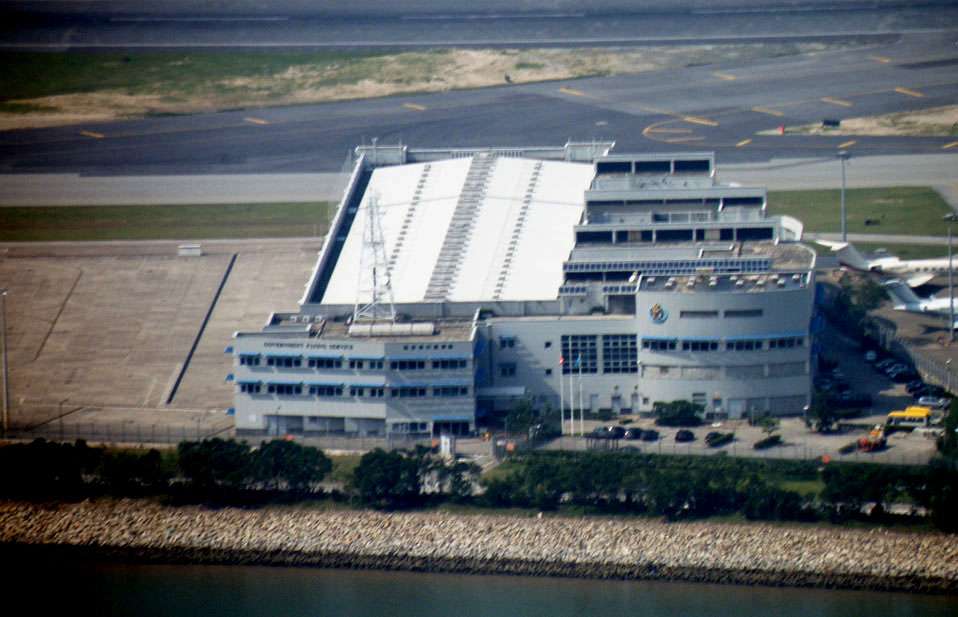
政府飛行服務隊位於香港國際機場的總部大樓

1998年，政府飛行服務隊總部遷往在赤鱲角的新香港國際機場。2000年8月19日，政府飛行服務隊及香港急症科醫學院合作舉辦一項航空醫生計劃，以提高對香港市民的緊急空中醫療服務的質素。24名來自公立醫院及具備急症資格的醫生獲得徵募為政府飛行服務隊輔助隊員組。在計劃初期，兩名航空醫生每逢週末及香港節日與公眾假期上午10時至晚上7時在政府飛行服務隊總部當值；此批醫生負責擔任空勤人員的角色，並且接受了特別訓練，包括空中醫療課程、直升機安全訓練及緊急事故程序等等。
2001年，政府飛行服務隊更換全線直升機隊，包括3架AS-332L2及5架EC-155B1直升機，全部安裝了雷達、红外线摄影機、搜索及拯救設備及快速游繩設備等。其中AS-332L2將政府飛行服務隊的搜救範圍擴展至香港飛航情報區周圍400哩以内。其後，政府飛行服務隊於2003年7月1日正式推出公路拯救服務。。而EC-155B1則於2007年12月31日首次執行公路拯救行動，降落在公路上救出車禍傷者。
2003年8月26日晚上約11時，一架EC-155B1在前往長洲準備運送傷者到香港市區診治期間，在大嶼山東涌道以西的伯公坳山頭墜毀（詳請參考B-HRX墜毀事故），分别累計有4,000及2,400飛行時數的機師及空勤主任殉職。此次亦是政府飛行服務隊成立以來，發生過最嚴重的事故。
2010年，總監陳志培指出，傷病者於肇事後接受治療的「黃金一小時」往往仍然在直升機前往醫院途中，故此長遠希望培育訓練所有空勤主任達至擁有三級緊急醫療服務資格，以提升病人的存活機會，正在與香港消防處及醫院管理局磋商相關的專業培育訓練及認證資格安排。2011年，政府飛行服務隊開始訓練人員在定翼機及直升機上為傷者進行靜脈注射等醫療技術，以提高傷者於運輸途中的生存機會。總監陳志培表示，目前每周只有4日安排到醫生及護士隨隊出動，在飛機上為傷者急救，如果救援服務需要在險要的環境進行，政府飛行服務隊不會冒險安排醫生或者護士隨隊出勤。故此正在訓練一批空勤主任成為輔助醫療人員，但是由於需要進一步訓練及到訪外國進行考察，所以未有何時落實提供此項服務的時序。
同年開始，政府飛行服務隊獲得撥款7億7千600萬港元以購置兩架定翼機；於2012年起，亦展開更換3架超級美洲豹直升機的前期事務，及留意服務了9年的4架海豚直升機的機種發展。同年10月，政府飛行服務隊落實斥資7億4,800萬港元向龐巴迪宇航公司購買兩架龐巴迪挑戰者605定翼機，以取代兩部捷流41。新噴射機採用渦輪引擎，航行速度比舊飛機快70%，最高達每小時470海里，而且逗留現場比舊飛機多個半小時，最遠航程達至4,000海里。新噴射機將會額外安裝由歐洲製造的紅外線及雷達搜索裝備等組件。
挑戰者605的改裝工程包括在機腹切割大洞以嵌入特殊光學玻璃、安裝滑動整流罩、航空相機及夜間監視設備等，這些裝置凸出機腹達6英吋，在飛行時會產生湍流，於2013年第四季進行飛行測試時發現，這些改動導致飛機在飛行時出現不穩定的擺動，最初預計可用10個月修正，後來卻延誤付運15個月。2014年11月月初，飛機完成基本飛行測試，並且正在進行製造設計和安裝的工程規劃，以及收集更多數據分析，因而預計於2015年年中才完成由加拿大民航局所制定的適航飛行測試，至2016年年初才付運香港。
2013年5月，政府飛行服務隊在立法會保安事務委員會上建議更換現時所有直升機，及計劃未來統一直升機機隊的型號，以取代現時兩款的不同型號。同年6月月中，立法會財務委員會通過約22億港元的相關撥款，予政府飛行服務隊購買7架直升機及相關裝備；同年8月，政府飛行服務隊籌備公開招標，以選擇合適的生產商及直升機型號；同年10月14日，政府飛行服務隊發出招標公告，至2015年1月23日截標，列明全數7部直升機將會分為兩批付運，預期於2018年投入服務。
2011年全年，政府飛行服務隊共參與了289宗山嶺拯救任務；2012年全年，政府飛行服務隊共參與了367宗山嶺拯救任務，比較前年增加27%。
2020年，警務處處長鄧炳強根據《公安條例》（第245章）第40條委任多名政府飛行服務隊人員為特務警察，協助處理反修例風波。同年12月22日，政府飛行服務隊協助警隊追蹤載有12名疑犯潛逃台灣的快艇及通報中國海警局，美國商務部其後將政府飛行服務隊列入「軍方終端用戶」黑名單。總監胡偉雄指有預留足夠零件，保養服務都是自己處理，聲稱制裁不會影響服務，又指美國制裁乃政治決定。《明報》報導指飛行服務隊現有機隊雖然不是從美國直接進口，但涉及使用美國組件，例如從加拿大購入的龐巴迪挑戰者605定翼機，引擎由美國通用電氣供應，航電系統的製造商亦為美國企業羅克韋爾柯林斯，該隊使用的夜視鏡亦是由美國製造。

## 職責

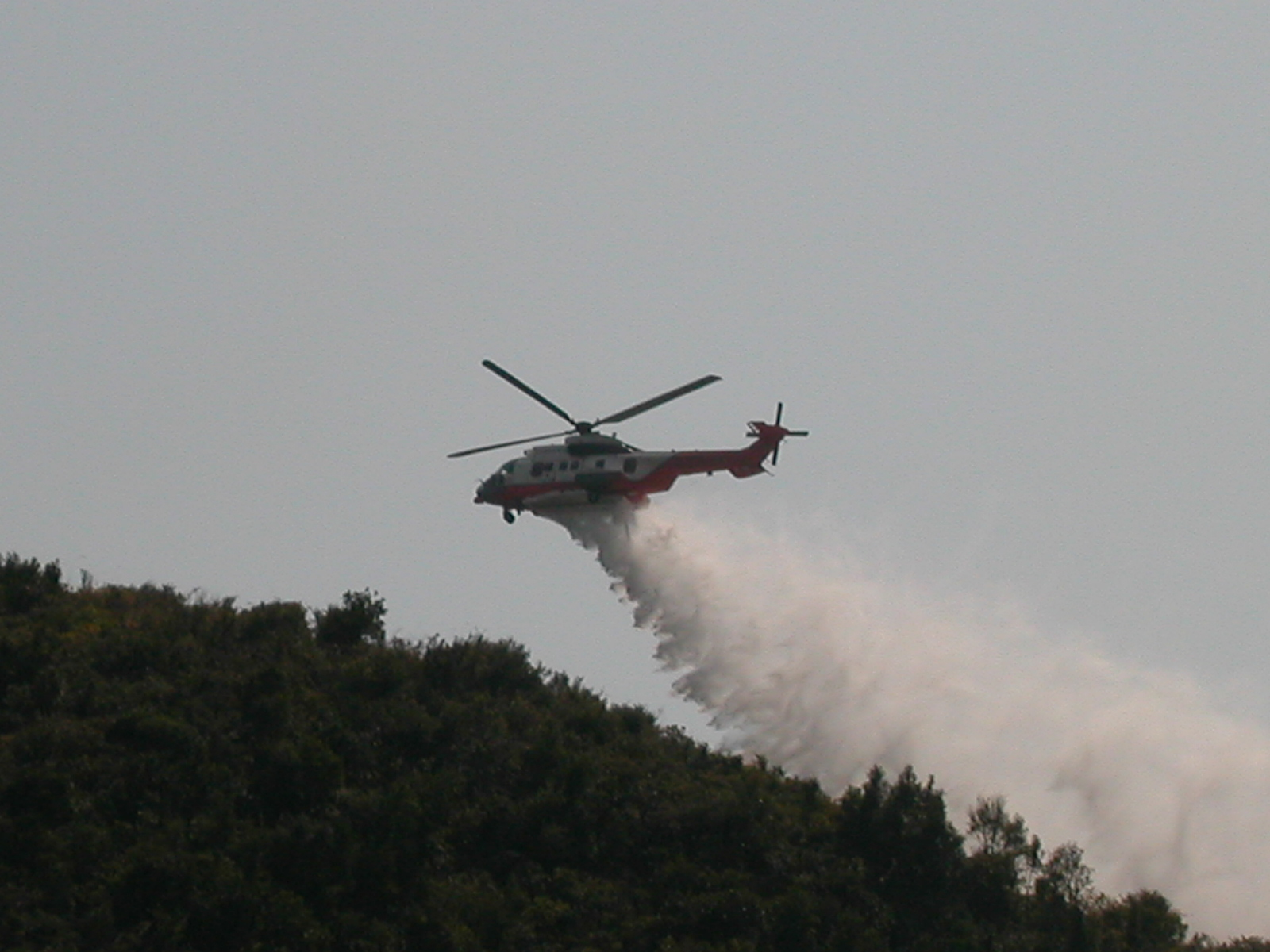
進行滅火任務的超級美洲豹直升機。

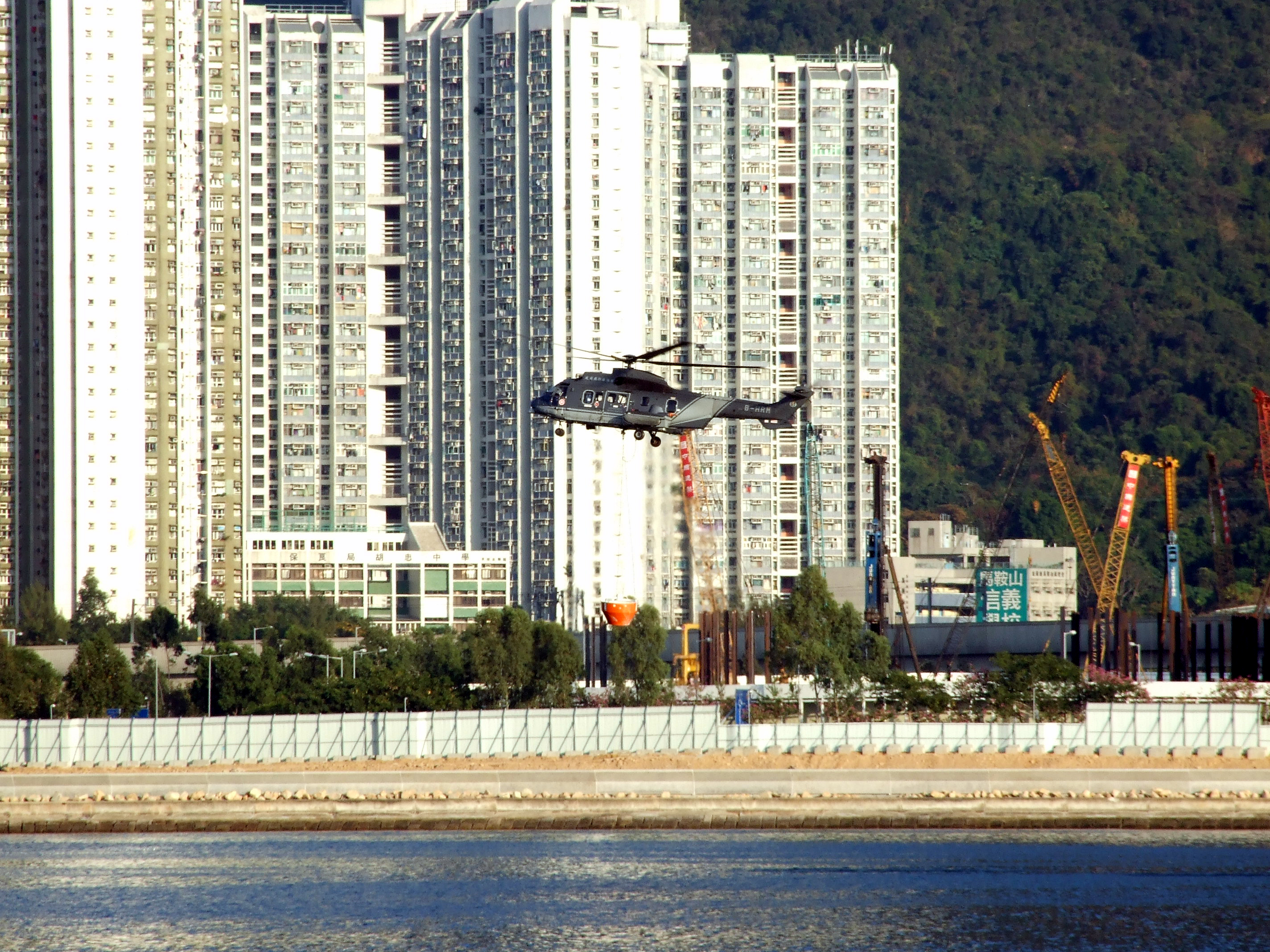
掛吊消防桶的超級美洲豹直升機（編號B-HRM）在吐露港海面取水。

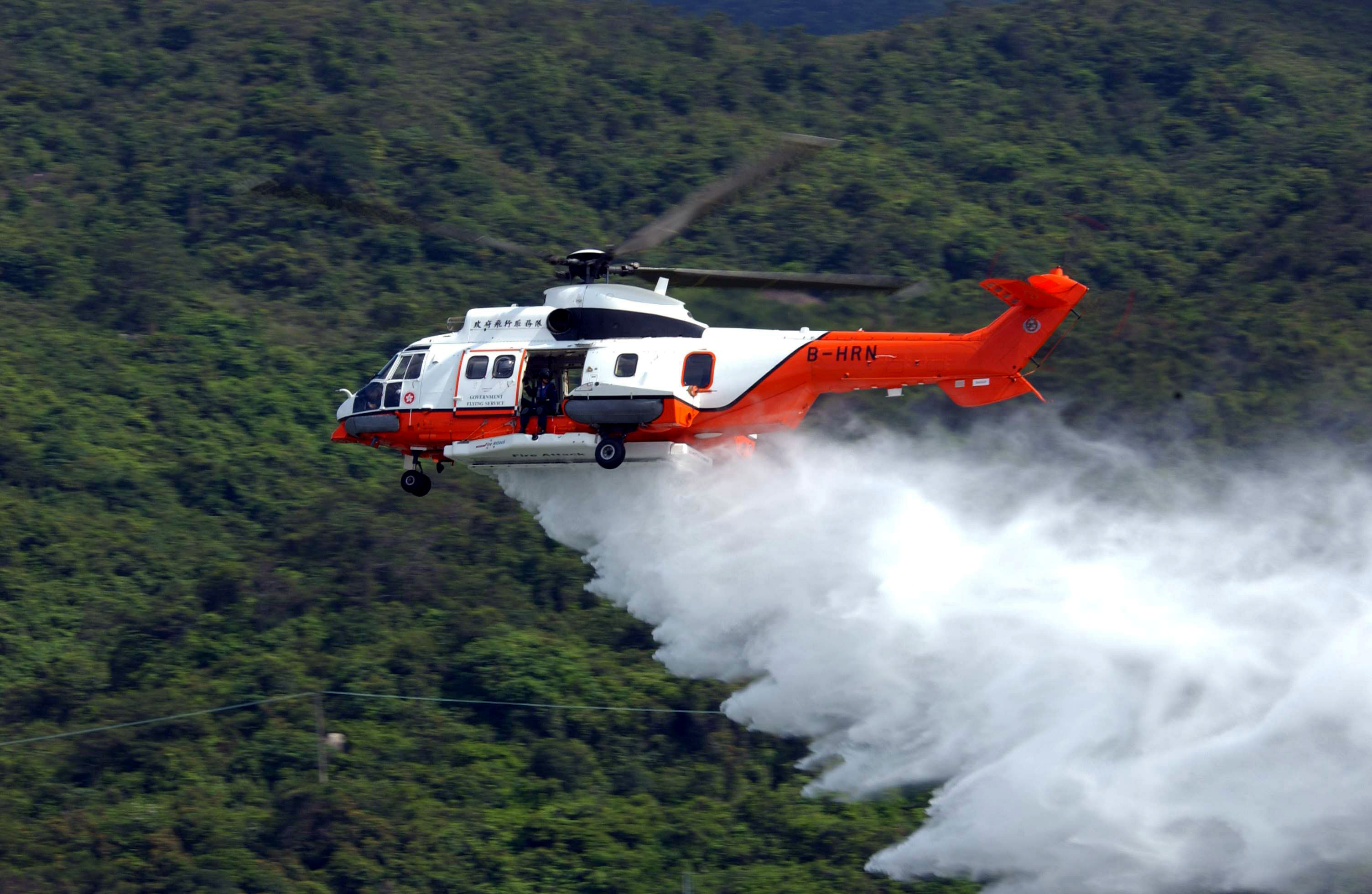
超級美洲豹直升機（編號B-HRN）利用單缸滅火系統撲滅山火。

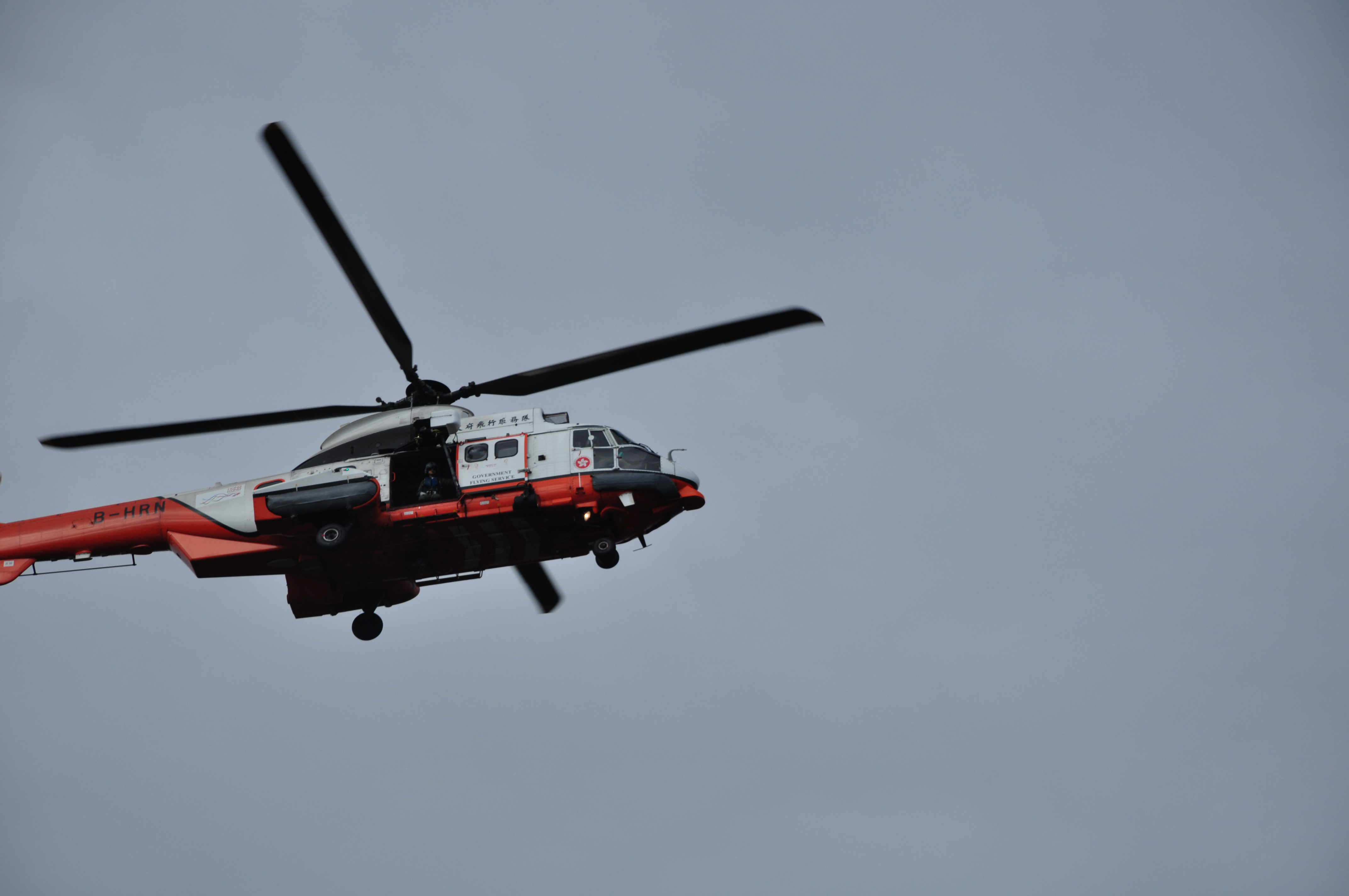
超級美洲豹直升機執行高空拯救任務。

政府飛行服務隊的責任是為香港特別行政區政府部門提供行動性的航空支援服務，负责香港飞航情报区周围400哩以内的搜索及拯救、空中救護、警察支援、消防、空中測量及其他一般政府支援事務，例如协助政府进行要员运输等等。早上的搜索及拯救直升机的警戒时间为15分钟，夜间为45分钟。政府飛行服務隊負責的範圍實際上遠達700海浬（1,300公里），包括香港飛航情報區和香港海事救援協調中心的負責範圍。

### 警察支援服務
政府飛行服務隊經常支援其他紀律部隊執行維持香港治安的職務。香港警務處警察機動部隊及轄下的特別任務連經常召喚政府飛行服務隊的直升機以進行訓練及行動。由於捷流41型定翼機設備先進，並且可以用作長途飛行，因此警察、海關和入境處經常借用此作巡邏，以偵緝嚴重走私、偷渡及販毒等罪行，而後繼機種龐巴迪挑戰者605亦曾經參與警方行動，包括在12港人被扣鹽田事件中協助香港警方監視快艇的行踪，以便通報中國海警在快艇離開香港水域後進行攔截及拘捕。

### 空中救護服務
飛行服務隊提供24小時候命及隨時奉召出動的空中救護服務。在接到各區診所的緊急召喚後，直升機會在20分鐘內抵達香港南部範圍包括港島、長洲、喜靈洲、大嶼山、坪洲及索罟群島。至於其他地區，直升機平均都能夠在接獲通知後30分鐘內到達現場。
每年服務隊平均將1,500名傷病者送抵醫院。

### 消防服務
超級美洲豹L2直升機可以運載大量的水，特別適宜用以撲滅山火。政府飛行服務隊會與漁農自然護理署及香港消防處進行聯合滅火行動。超級美洲豹L2直升機除了設備一般的消防桶裝置外，亦可於機腹下裝上單缸滅火系統和滅火泡沫釋放系統，以加強滅火功能。EC155 B1直升機亦可於機腹下裝水用以撲滅山火。

### 空中測量服務
所有捷流41型定翼機均經過改裝，以增設新型的 Zeiss RMKTOP 15，RMKTOP30 及舊型號 Leica RC-10A 高質素空中測量攝影機，供拍攝彩色及偽色紅外線照片作繪製地圖、土地管理、環境監察、填海工程測量和進行有關工作之用。

### 一般政府支援服務
政府飛行服務隊的直升機也為各政府部門提供支援服務，包括接載貴賓遊覽香港、接送太平紳士前往偏遠地區、替建築工程攝影，以及運送工作人員及設備以支援位於山上及香港離島的多項政府設施。

### 氣象觀測
香港天文台和政府飛行服務隊合作觀測天氣，特別是熱帶氣旋的觀測。據時任台長岑智明在香港電台電視節目《氣象萬千4》的訪問中表示，飛機上的觀測配合先進電腦模式令熱帶氣旋路徑預測準確度提昇了百分之十至二十。

## 合作部門
| - 香港航空青年團 - 醫療輔助隊 - 香港聖約翰救傷隊 - 民眾安全服務隊 - 政府新聞處 - 貴賓訪港計劃 - 地政總署 - 民航處 - 海事處 - 香港海上救援協調中心 - 山嶺搜救中隊 - 香港天文台 - 電訊管理局 | - 香港警務處 - 警察機動部隊 - 特別任務連 - 機場特警組 - 反恐特勤隊 - 香港消防處 - 潛水組 - 救護總區 - 香港海關 - 香港懲教署 - 入境事務處 |

## 架構
政府飛行服務隊分為5個主要分部，包括行政部、行動部、訓練及標準部、機構安全部及工程部。
- 行動部：負責提供飛行服務，是服務隊的骨幹，主要是搜索及拯救、運送傷者、撲滅火災和支援警察行動。
- 訓練及標準部：負責訂定專業標準及統籌機組人員的培訓事宜。
- 工程部：服務隊的工程組達到香港適航要求145的規定，負責支援部隊的飛行任務和行動。此外，該組的飛機庫及工場不但現代化，而且設備一應俱全，足以為飛機及儀器提供各類維修服務。
- 機構安全部：負責確保服務隊的運作符合民航飛行規例和其他品質及飛行安全標準。
- 行政部：為整個部門提供行政支援服務，包括人力資源管理、財政管理、物料供應和一般行政工作。[39]

## 職級

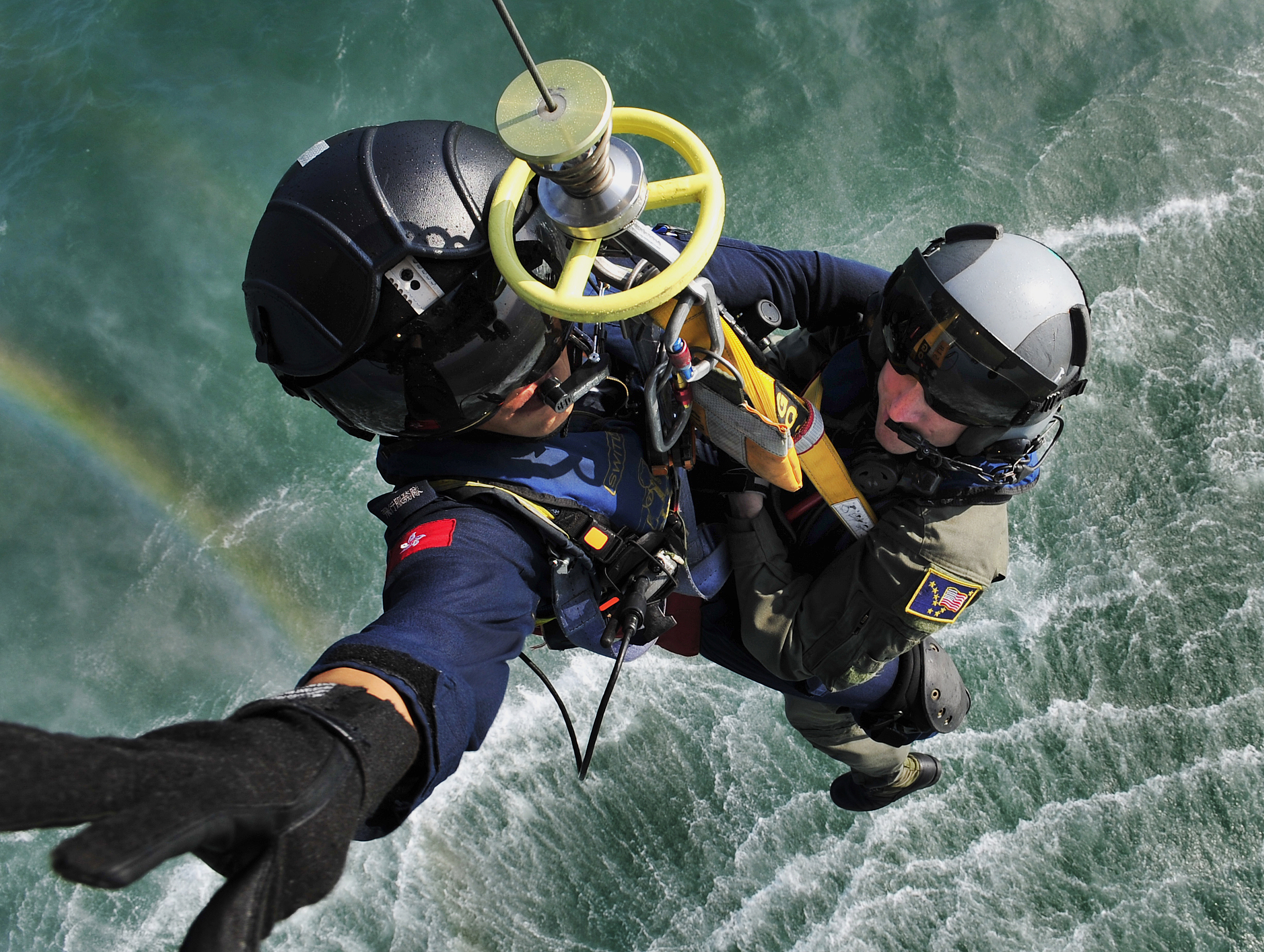
一名空勤主任與美國海岸防衛隊隊員進行搜索及拯救演練

| 肩章\職系            | 機師                                                        | 飛機工程師            | 空勤主任              | 飛機技術主任     |
| -------------------- | ----------------------------------------------------------- | --------------------- | --------------------- | ---------------- |
| 一洋紫荊一軍星一禾花 | 政府飛行服務隊總監（Controller）                            |                       |                       |                  |
| 一洋紫荊兩軍星       | 總機師（3名，「行動部」、「機構安全部」及「訓練及標準部」） | 總飛機工程師（1名）   |                       |                  |
| 一洋紫荊一軍星       | 高級機師                                                    | 高級飛機工程師（3名） | 高級空勤主任（1名）   |                  |
| 一洋紫荊             | 一級機師                                                    | 飛機工程師            | 一級空勤主任          |                  |
| 三軍星               | 署任/署理一級機師                                           | 飛機工程師            | 署任/署理一級空勤主任 |                  |
| 兩軍星一橫槓         | 二級機師                                                    | 飛機工程師            | 二級空勤主任          | 總飛機技術主任   |
| 兩軍星               | 署任/署理二級機師                                           |                       | 署任/署理二級空勤主任 | 高級飛機技術主任 |
| 一軍星               | 見習機師                                                    |                       | 三級空勤主任          | 飛機技術主任     |

請看 職級徽章（页面存档备份，存于）

### 輔助隊員組
政府飛行服務隊醫護團隊於2000年8月成立，隸屬於政府飛行服務隊輔助隊員組醫療課，駐有24名醫生及27護士，屬於義務性質，負責提供航空救護及醫療服務。人員大多現職於或者曾經於醫院急症室任職，須要具有處理內科及外科的急症經驗。醫護團隊人員均需輪流在周五、六、日、一及公眾假期候命，當值時間由早上9時半至黃昏6時半，每次有1名醫生及1至2名護士當值。每當接到電召時，盡可能會派出1名醫生配以1名護士的組合，實際調配需要視乎情况及人手而定，約30%只有護士出發。
輔助隊員組亦設有行動支援課，由屬行動主任職系的輔助隊員在星期六、日及公眾假期提供行動支援服務，包括在政府飛行服務隊的飛行指揮及控制中心及其外勤直升機坪操作室當值，為其青年工作項目擔任領袖/導師，及為活動提供後勤支援等。

### 總部
總部大樓原位於九龍灣，鄰近啟德機場；後隨同新香港國際機場遷往赤鱲角人工島。新總部佔地84,000平方米，包括一幢辦公和工場大樓、一座單層的飛機庫、多座附屬建築物、停機坪及其他相關設施等。
目前，政府飛行服務隊正於啟德郵輪碼頭（與原來的總部舊址僅一河之隔）對出興建分部，提供一個機坪及一座維修暨行政大樓。

### 歷任總監
- 顧毅宏（1993年4月1日─1996年7月31日）
- 畢耀明，AE（英语：Air Efficiency Award）（1996年8月1日─2008年3月26日）
- 陳志培，MBS，GMSM，AE（英语：Air Efficiency Award）（2008年3月27日—2019年9月7日）
- 胡偉雄，MBS，GDSM，AE（英语：Air Efficiency Award）（2019年9月8日—2025年3月12日）
- 廖嘉俊，MBS，GDSM（2025年3月13日—）

## 現役機隊

### 直升機
H175獵豹直升機：7架，全部由空中巴士直升機的法國原廠製造，採用兩具普惠加拿大生產的PT6C-67E渦輪軸引擎。H175用作替換AS332 L2和EC155 B1直升機。
7架H175直升機編號分別是：
- B-LVD（第一批交付）
- B-LVE（第一批交付）
- B-LVF（第一批交付）
- B-LVG（第二批交付）
- B-LVH（第二批交付）
- B-LVI（第二批交付）
- B-LVJ（第三批交付）

### 定翼機
龐巴迪挑戰者-605定翼機：2架，在加拿大製造，採用兩具美國通用電氣CF34-3B渦扇引擎。挑戰者605於2015年12月抵港，以取代舊有的兩部捷流-41，機上裝有紅外線夜視設備，可在夜間進行海上監視，當中的B-LVB於2020年8月23日凌晨出動為香港警方追踪載有12名港人逃亡台灣的快艇及通報中國海警，令到這12名港人由中國海警拘捕及扣押在中國深圳。飛行服務隊不會主動派遣定翼機巡邏，而是在接獲海上事故的報告時，協助執行搜索任務。
- B-LVA
- B-LVB

### 教練機
Diamond DA42 Twin Star雙引擎飛機：1架，於2013年投入服務，採用Austro Engine E4液冷直列四氣缸柴油引擎，其駕駛艙內部佈置與即將投入服務的定翼機挑戰者605相近，而且均為雙引擎機種，因而適合用作針對性用的訓練。另外會用於鯊魚巡邏任務（Shark patrol）。
- B-LVC

## 已退役機種

### 直升機
美國西科斯基S-70A-27黑鷹直升機（即軍用UH-60黑鷹直升機）：3架，其中於1992年3月購入的2架繼承自皇家香港輔助空軍，另於1994年12增購1架。雖然美國自六四事件後立法禁止對中華人民共和國輸出軍事技術與裝備，不過在香港主權移交後，美國政府當時基於《美國－香港政策法》，對香港和中國大陸的政策作出區別對待，所以香港仍可從美國購得原廠零件維修黑鷹直升機，但香港要防止有關零件流入中國大陸。因為由輔助空軍採購的軍用版黑鷹直升機，當初並非用於搜救任務，雖然可將軍規版黑鷹改裝成搜救版，但飛行服務隊認為改裝的費用足以購買新直升機，所以決定將黑鷹提早退役，由更大型的超級美洲豹直升機取代，而所有黑鷹直升機已被回購並運返美國服務。
編號分別是：
- B-HZI
- B-HZJ
- B-HZK

美國西科斯基S-76直升機（包含A++及C型）：8架，繼承自皇家香港輔助空軍，首批三架於1990年7月服役，其餘五架在1991年交付。
AS332 L2超級美洲豹直升機：3架，於2001年投入服務。主要功能是執行中或遠程搜救任務，以及為警方提供空中支援及運輸服務。機腹可配備單缸滅火系統，以便在火場投擲水彈。超級美洲豹已於H175直升機完成交付以及機員訓練之後退役。
編號分別是：
- B-HRL
- B-HRM
- B-HRN

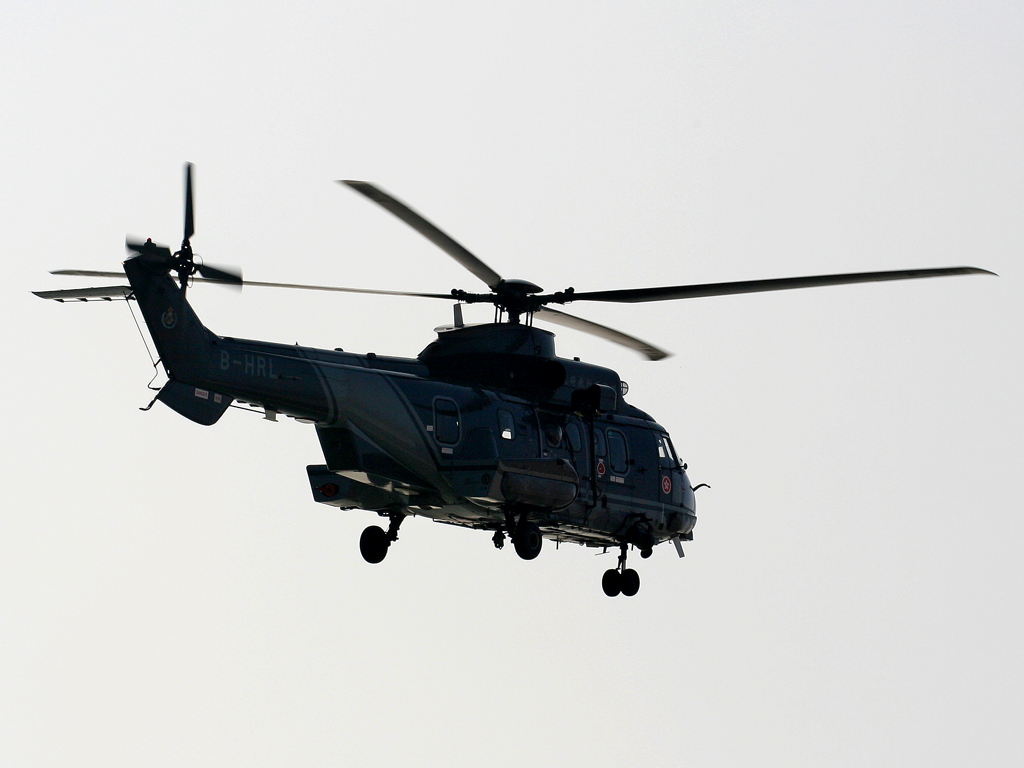
編號B-HRL的超級美洲豹直升機
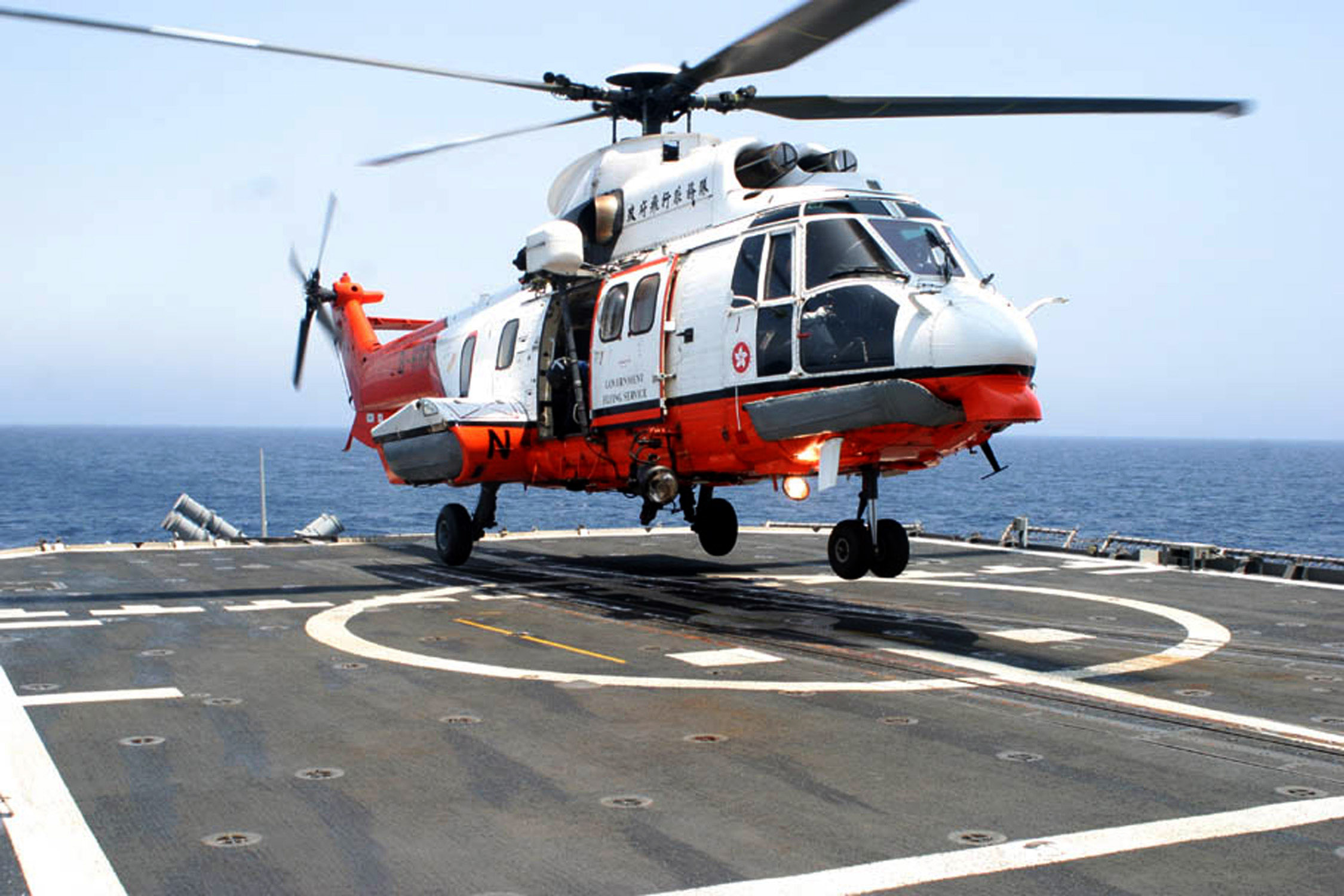
B-HRN

EC155 B1直升機：4架，於2002年投入服務。主要負責短程搜救行動，以及為警方提供空中支援及運輸服務。編隊原有5部，B-HRX於2003年8月執行任務時墜毀。EC155 B1已於H175直升機完成交付以及機員訓練之後退役。
編號分別是：

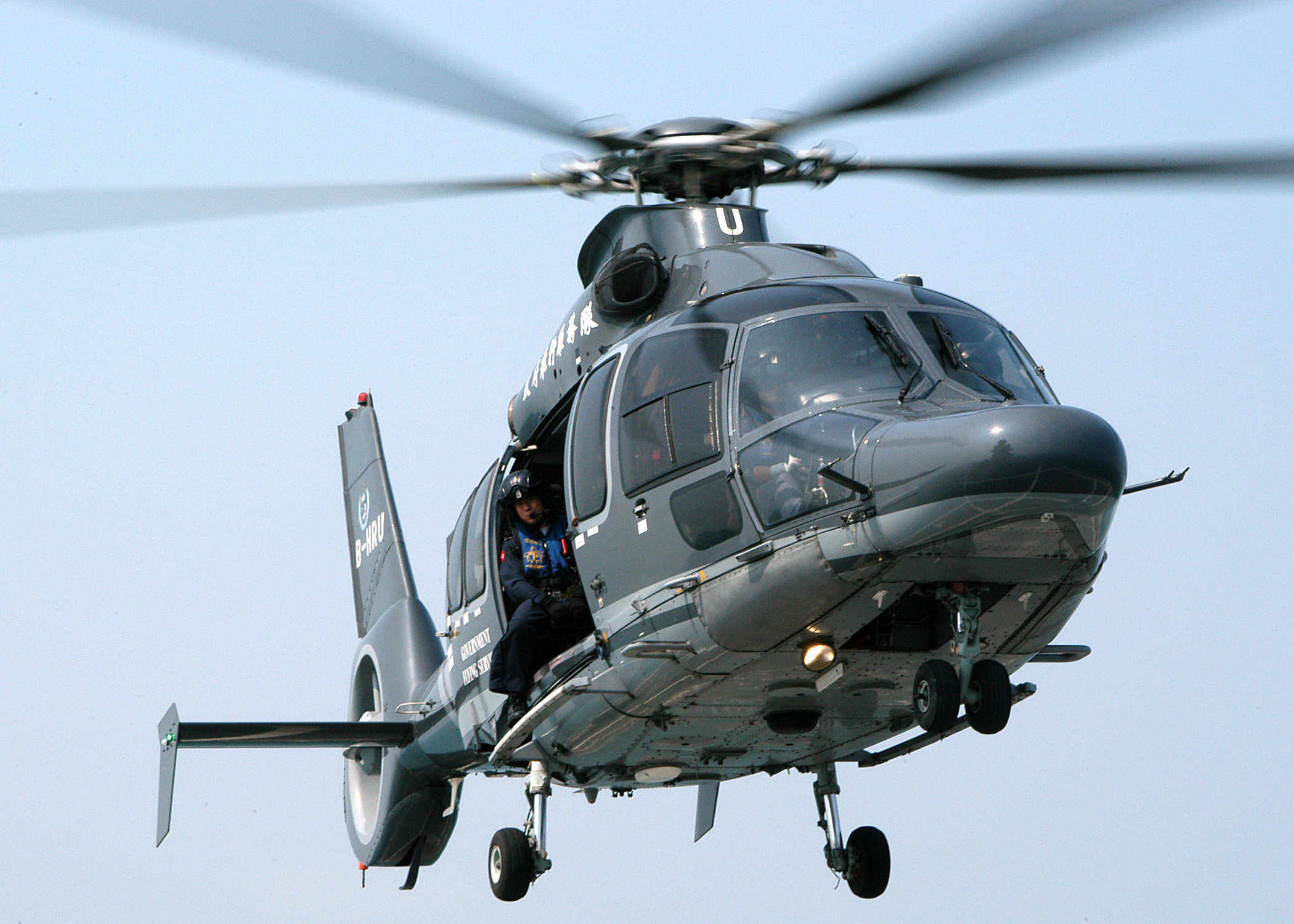
B-HRU
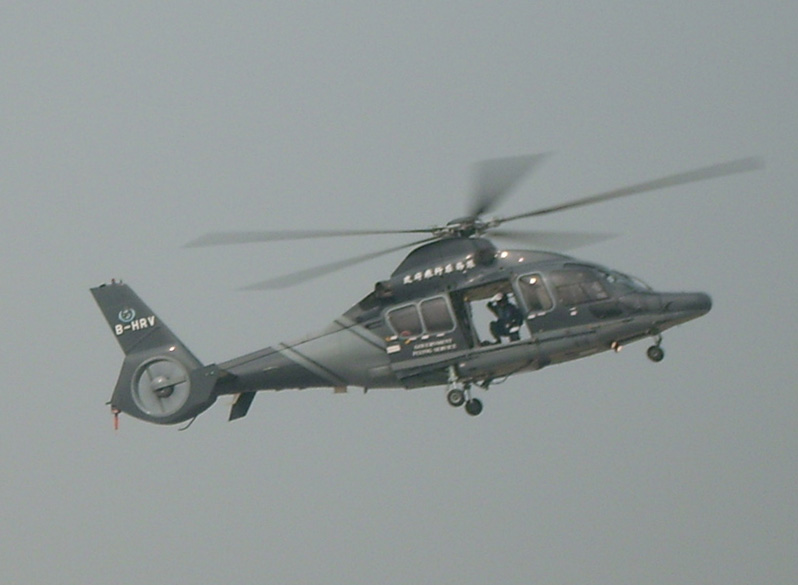
B-HRV
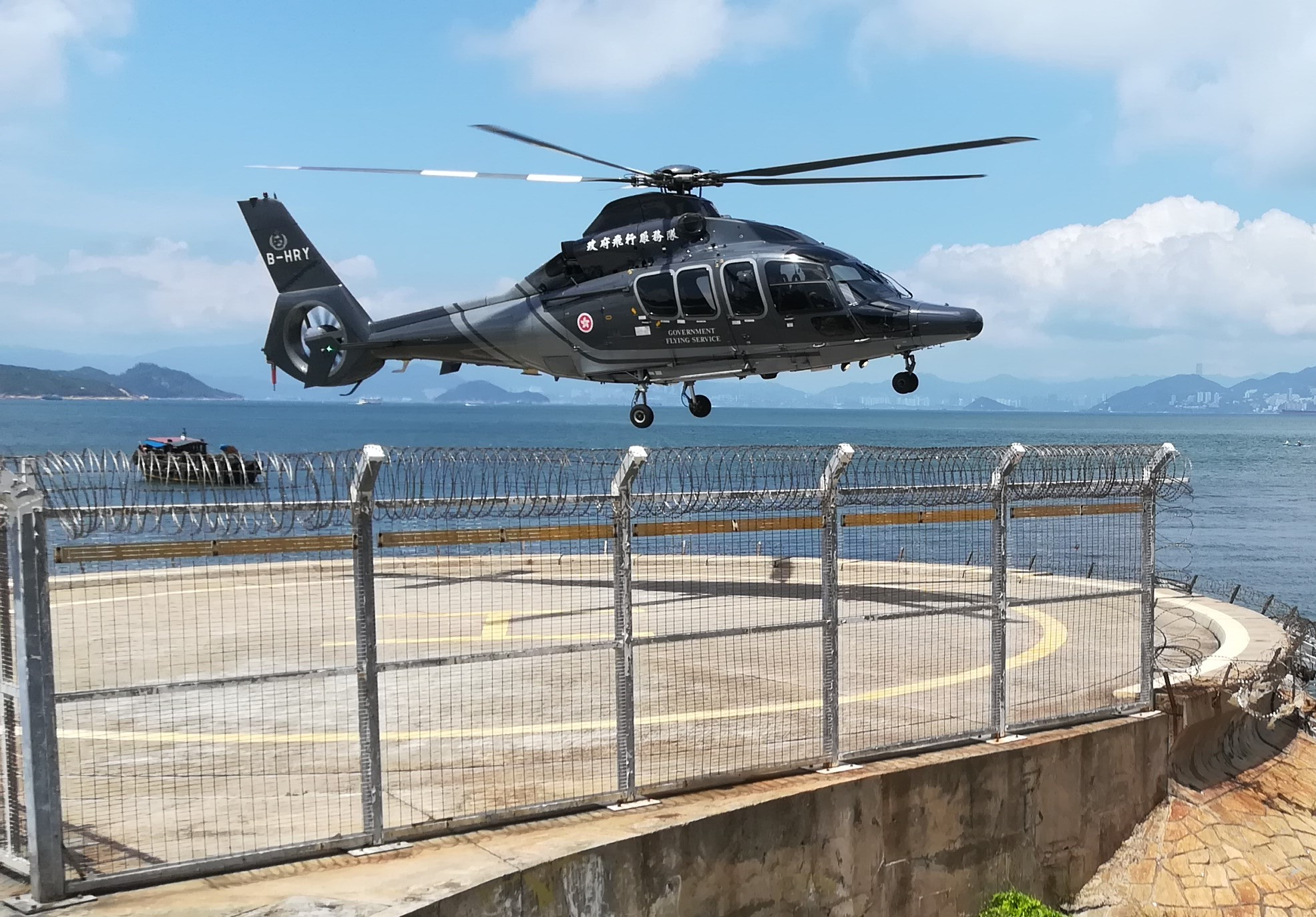
B-HRW
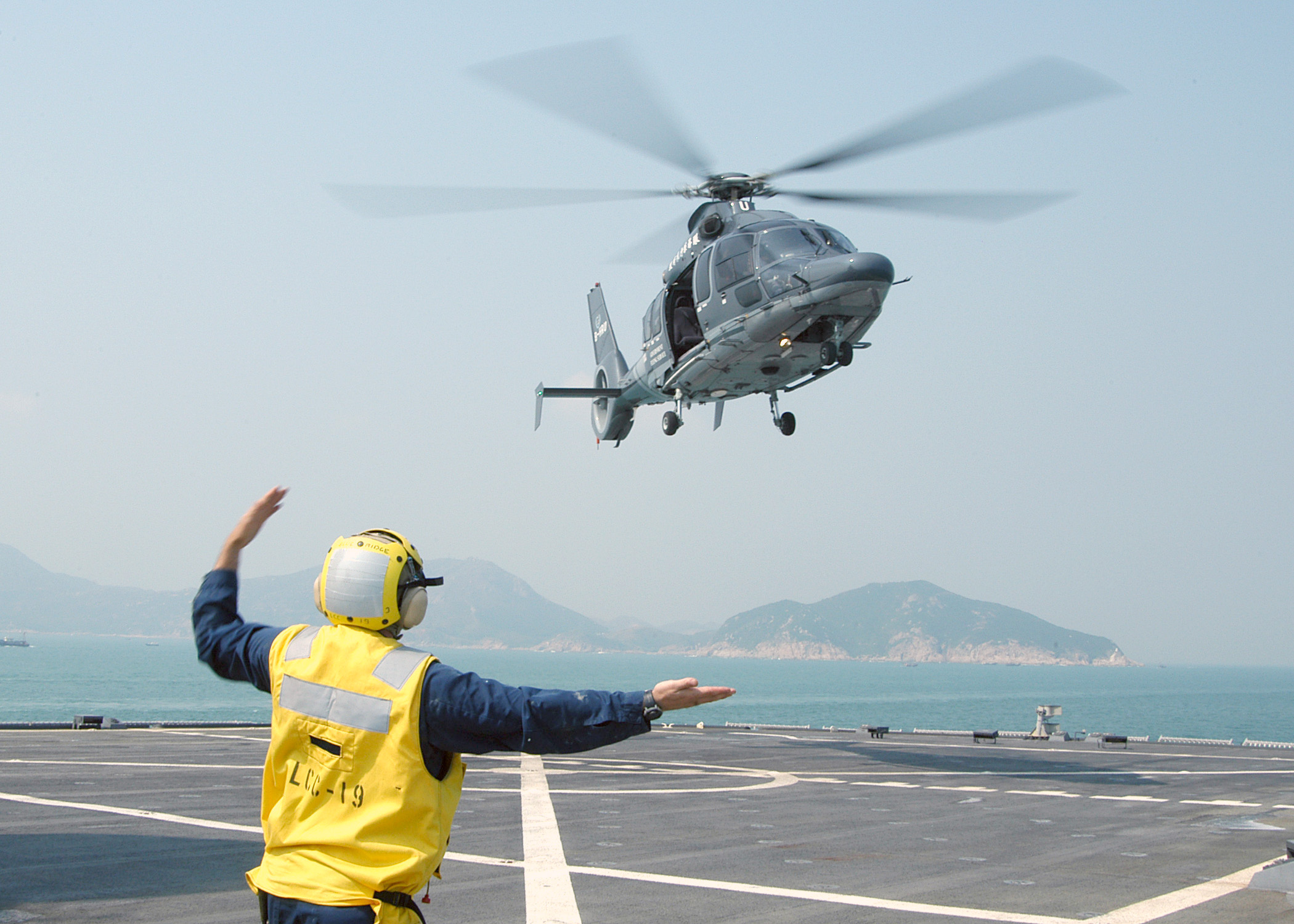
B-HRY

- B-HRU
- B-HRV
- B-HRY
- 與美國海軍進行聯合訓練的EC155 B1海豚直昇機

### 定翼機

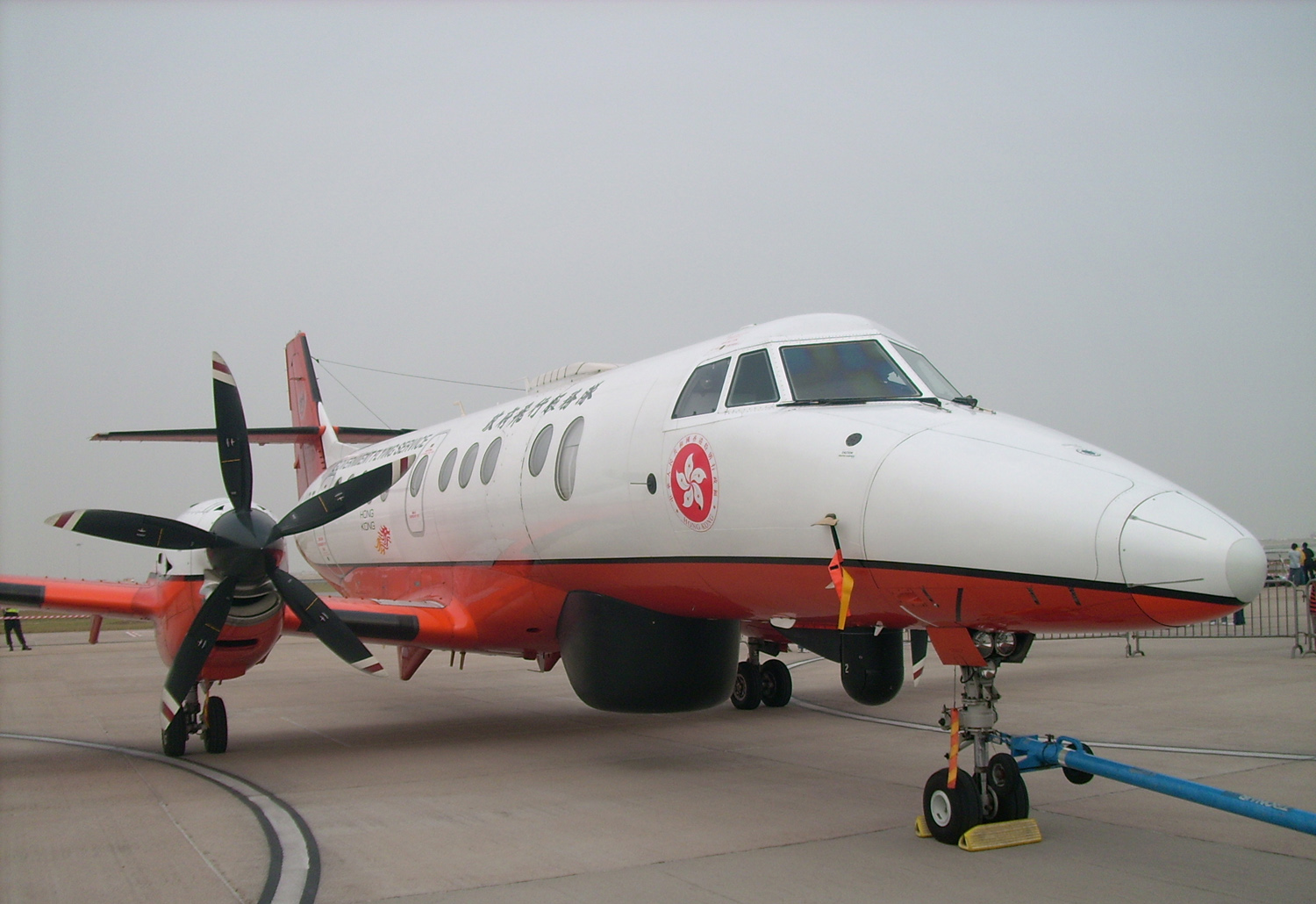
捷流41定翼機，編號B-HRT

捷流-41定翼機：2架，主要功能是在短程搜救任務擔任指揮及導航工作，亦可進行空中測量及偵測等任務。
編號分別是：
- B-HRS
- B-HRT

其中B-HRS獲得保留並贈予康樂及文化事務署，現於啟德跑道公園草坪上永久展示。
ZLIN Z242L雙人單引擎輕型飛機：1架，於2009年投入服務，用作訓練花式飛行等較高難度的飛行技術，提升機師應付例如駕駛定翼機進入風眼收集天氣數據時的技術及應變能力。
- B-HRA

畢奇空中霸王定翼機：2架，繼承自皇家香港輔助空軍。

## 嘉許

### 紀律部隊/廉政公署獎章
在香港授勳及嘉獎制度下，政府飛行服務隊各級人員按其級別、資歷及功績，可獲特區政府頒授不同等級的勳章、獎章或嘉許。專屬政府飛行服務隊人員的獎章包括：
| 中文名稱                             | 英文名稱                                                  | 縮寫 | 綬帶 |
| ------------------------------------ | --------------------------------------------------------- | ---- | ---- |

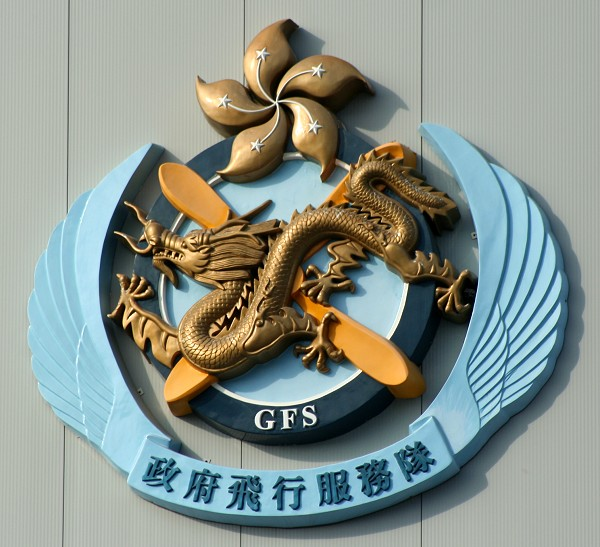
於政府飛行服務隊總部門前的政府飛行服務隊徽章。

| 政府飛行服務隊卓越獎章               | Government Flying Service Medal for Distinguished Service | GDSM |      |
| 政府飛行服務隊榮譽獎章               | Government Flying Service Medal for Meritorious Service   | GMSM |      |
| 政府飛行服務隊長期服務獎章及加敘勳扣 | Government Flying Service Long Service Medal and Clasps   |      |      |

## 統計已知行動紀錄

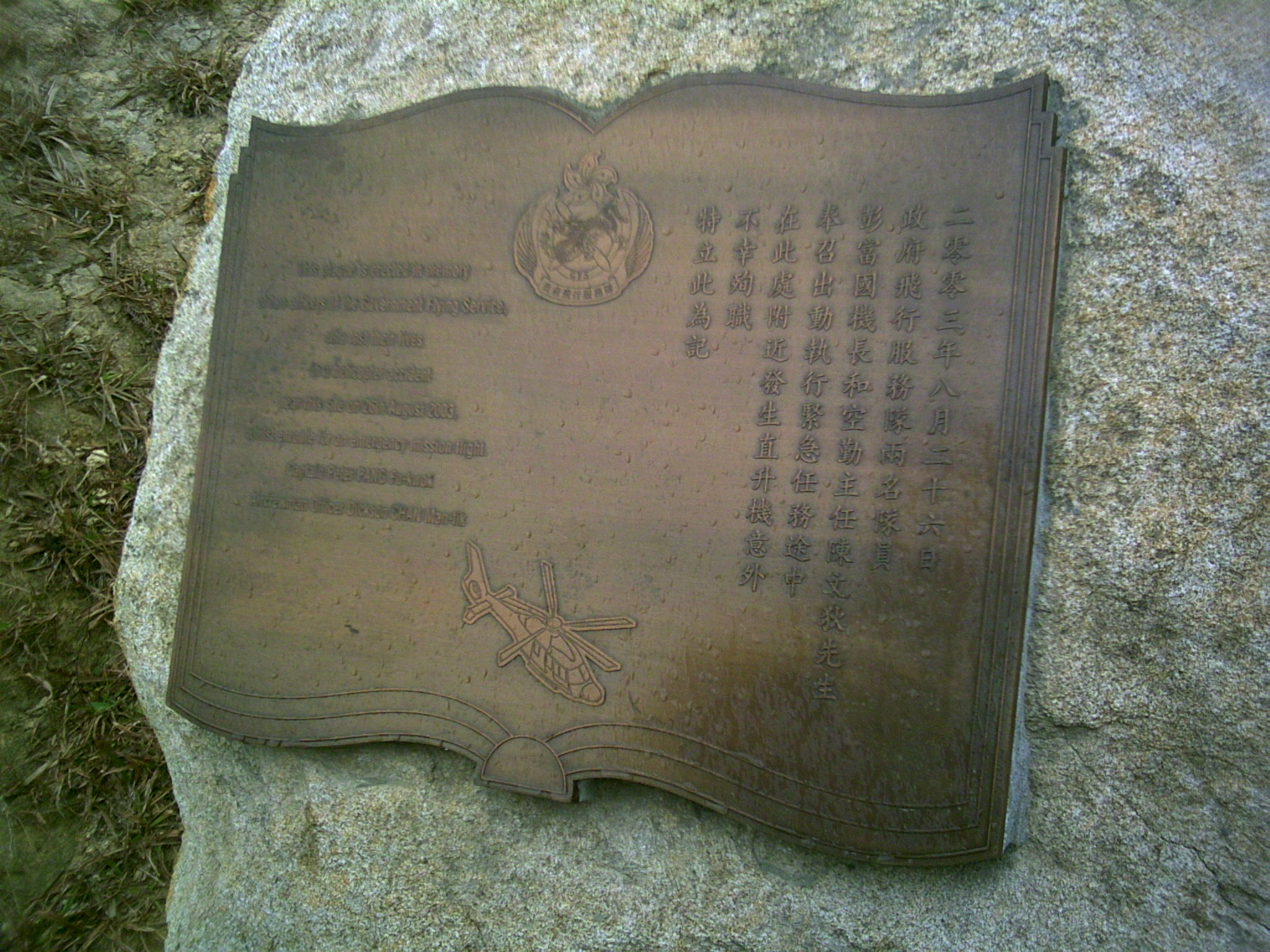
B-HRX墜毀事故紀念碑

- 1994年4月7日，警察及懲教署於白石船民羈留中心（禁閉式難民營）聯合進行強迫遣返行動，由於營內越南人反對被遣返，由絕食演變成縱火及暴動騷動，政府飛行服務隊派出直升機協助警方及懲教署職員進入營房和營內建築物天台進行鎮壓行動。
- 1996年2月10日，八仙嶺山火。拯救行動期間發生罕見的絞盤吊索鬆脫墜地意外，導致兩名學生傷者及空勤員受傷。
- 1996年11月20日，嘉利大廈大火，政府飛行服務隊派出黑鷹直升機於大廈天台救出4名被火圍困人士。
- 1997年2月20日，政府飛行服務隊派出一架Beechcraft 200 Super King Air定翼機，為剛建成的香港國際機場南跑道進行首次校飛，亦是首架在新機場起降的飛機。包括時任財政司曾蔭權在內高官有份乘坐該校飛專機，前赴機場工地進行視察。
- 1997年6月11日，政府飛行服務隊派出一架Beechcraft 200 Super King Air定翼機，接載包括時任香港總督彭定康等高官，前赴機場工地進行視察。
- 2003年8月26日，一架EC155直升機在大嶼山墜毀，機上兩人死亡。
- 2005年2月14日，拯救於大埔林村梧桐寨瀑布被繩索纏繞受傷的昏迷人士。
- 2005年6月16日，拯救於擔杆島兩名人士。
- 2005年7月29日，香港漁船珠萬四181離岸搜救行動。
- 2005年7月29日，貨輪（Behice）離岸搜救行動。
- 2005年9月18日，工程船穗港起重2號離岸搜救行動。
- 2005年11月11日，貨船搜救行動。
- 2006年8月3日，拯救中國擱淺躉船永安4號上23名船員。
- 2006年8月3日至8月4日，拯救躉船海洋石油298上68名船員。
- 2007年1月7日，拯救漁船湛江00029上9名船員。
- 2007年2月23日，空中救護一名不醒人事的美國船隻船員。
- 2007年2月24日，拯救沉船上的8名大陸船員。
- 2007年12月31日，新田公路由於涉及小巴交通意外現場路面三條行車綫封鎖引致嚴重塞車以及現場出現大量傷者，政府飛行服務隊接報派出一架EC155 B1海豚直升機連同一名飛行醫生到場協助搶救，並於公路上降落，首次正式執行公路拯救任務[52]。
- 2008年5月12日，中國四川發生汶川大地震。
- 2008年5月23日，政府飛行服務隊派出一架超級美洲豹直昇機 (B-HRM)及隊員參與汶川大地震後的救援工作。期間合共出動26次、救出96名災民及運送119名搜救人員前往災區，並於6月6日完成救援工作後返回香港。
- 2010年2月2日，拯救沉沒漁船(粵汕尾40051)上的10名船員。
- 2010年10月30日，拯救遇險貨輪GLOBAL JUNO上的17名船員[53]。
- 2010年12月27日，一架政府飛行服務隊的超級美洲豹直昇機 (B-HRN) 於城門水塘抽水救火時，其中一具引擎發生機件故障。結果直昇機需緊急迫降水塘，3名機組人員自行逃生，安全獲救。
- 2011年2月21日，漁船(粵陽江9899)船長晚上因船隻入水遇險通報棄船，報稱船上有7名船員需要援助，漁船於大約21時50分沉沒。香港海事救援協調中心於23時55分通知飛行服務隊進行搜救行動，搜救行動一直進行至2月23日，期間合共派出3架次捷流41型定翼機以及2架次超級美洲豹直升機，最後只尋獲和救起其中5名生還者。
- 2013年2月5日，一架政府飛行服務隊的超級美洲豹直昇機 (B-HRM)，由赤鱲角總部飛往索罟群島進行例行飛行訓練時，機師懷疑主旋翼波箱故障降落於大鴉洲已關閉的越南船民羈留中心旁邊停機坪(停機坪編號:LT08)，並滯留逾一周需要拆下主旋翼等候更換零件。[54]
- 2019年6月，香港特區政府嘗試推動《修訂逃犯條例》引發反對逃犯條例修訂草案運動，飛行服務隊曾經多次應警方要求派出直升機提供空中支援[55]。

## 以政府飛行服務隊為題材的影視作品
- 隨時候命（2005年）
- 守城（2021年）
- 焚城（2024年）

## 外部連結
- 官方网站
- 政府飛行服務隊的Instagram帳戶
- 政府新聞處：YouTube上的「飛」一般任務 超乎想像
- 香港法例第322章第5條：政府飛行服務隊條例
- 政府飛行服務隊簡介演說簡報
- 東方日報：飛行服務隊加強空勤醫療培訓